# مستوره اردلان

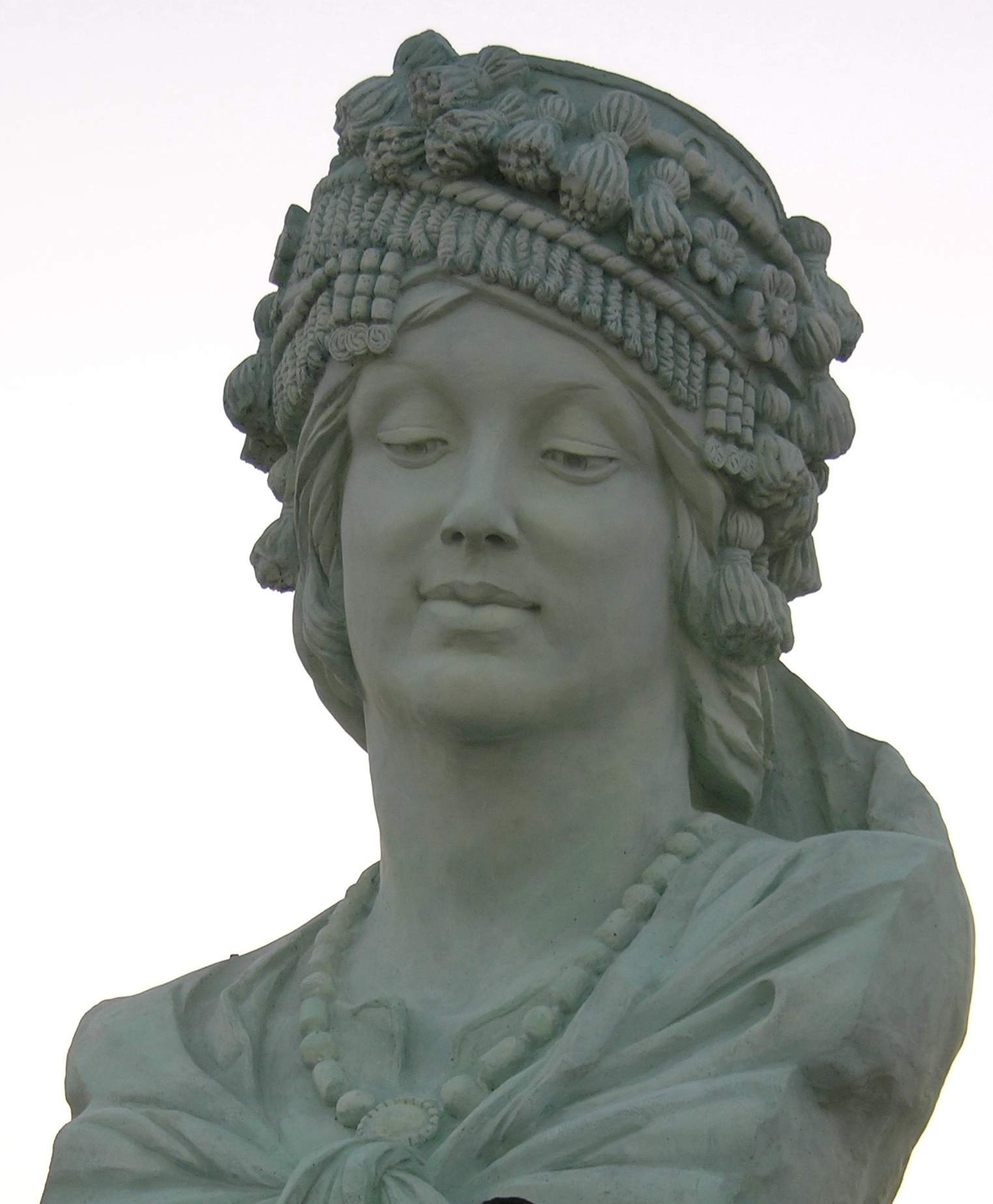
مجسمه مستوره اردلان در پارک سامی عبدالرحمان اربیل عراق اثر هادی ضیاالدینی

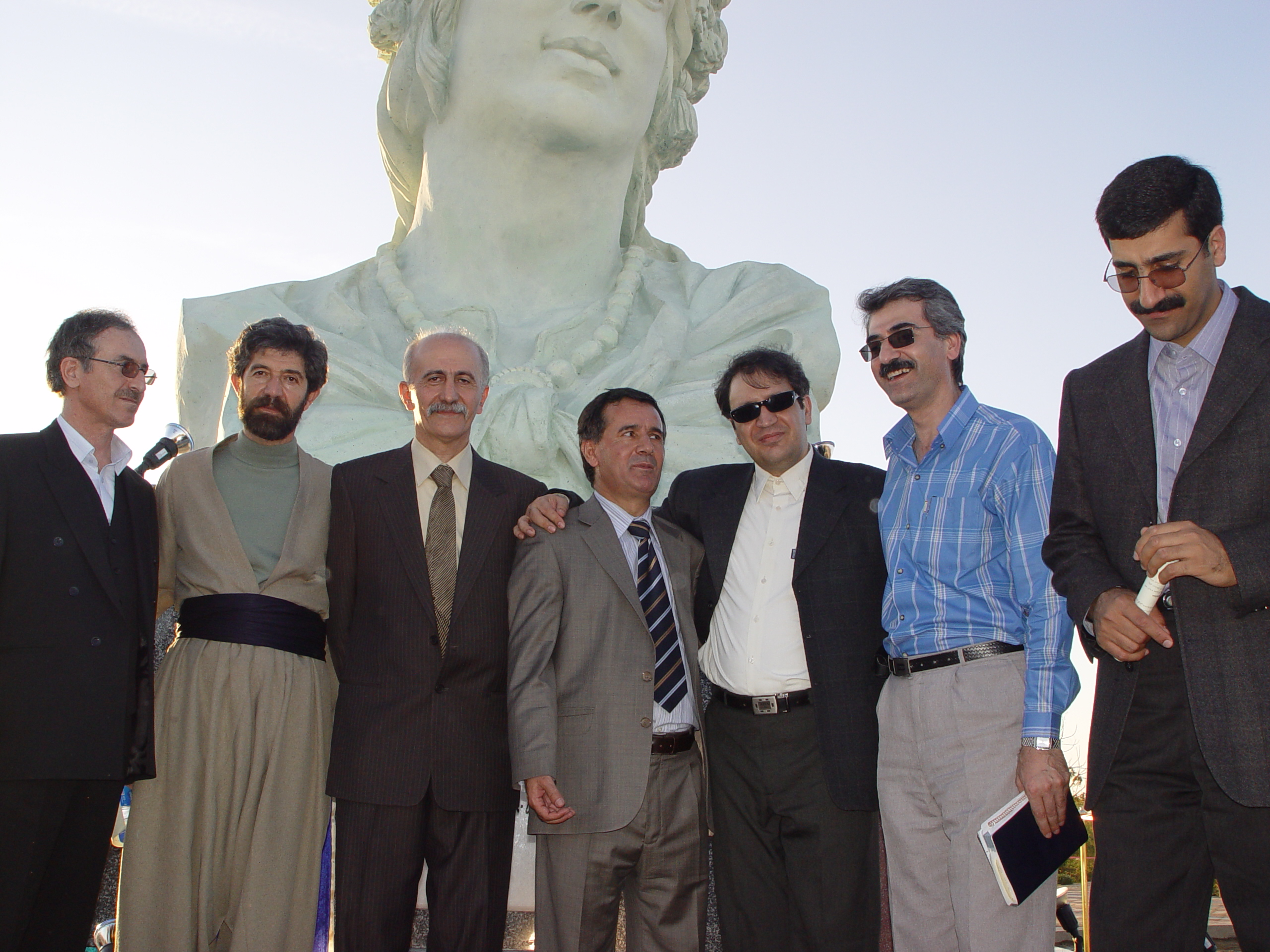
سال 2005 پارک سامی عبدالرحمن مراسم پرده برداری از تندیس مستوره از راست: دکتر نجم‌الدین جباری، ماجد مردوخ‌روحانی، جمال احمدی‌آیین، بدران حبیب، دکتر اسعد اردلان، هادی ضیاءالدینی، محمد مستوفی

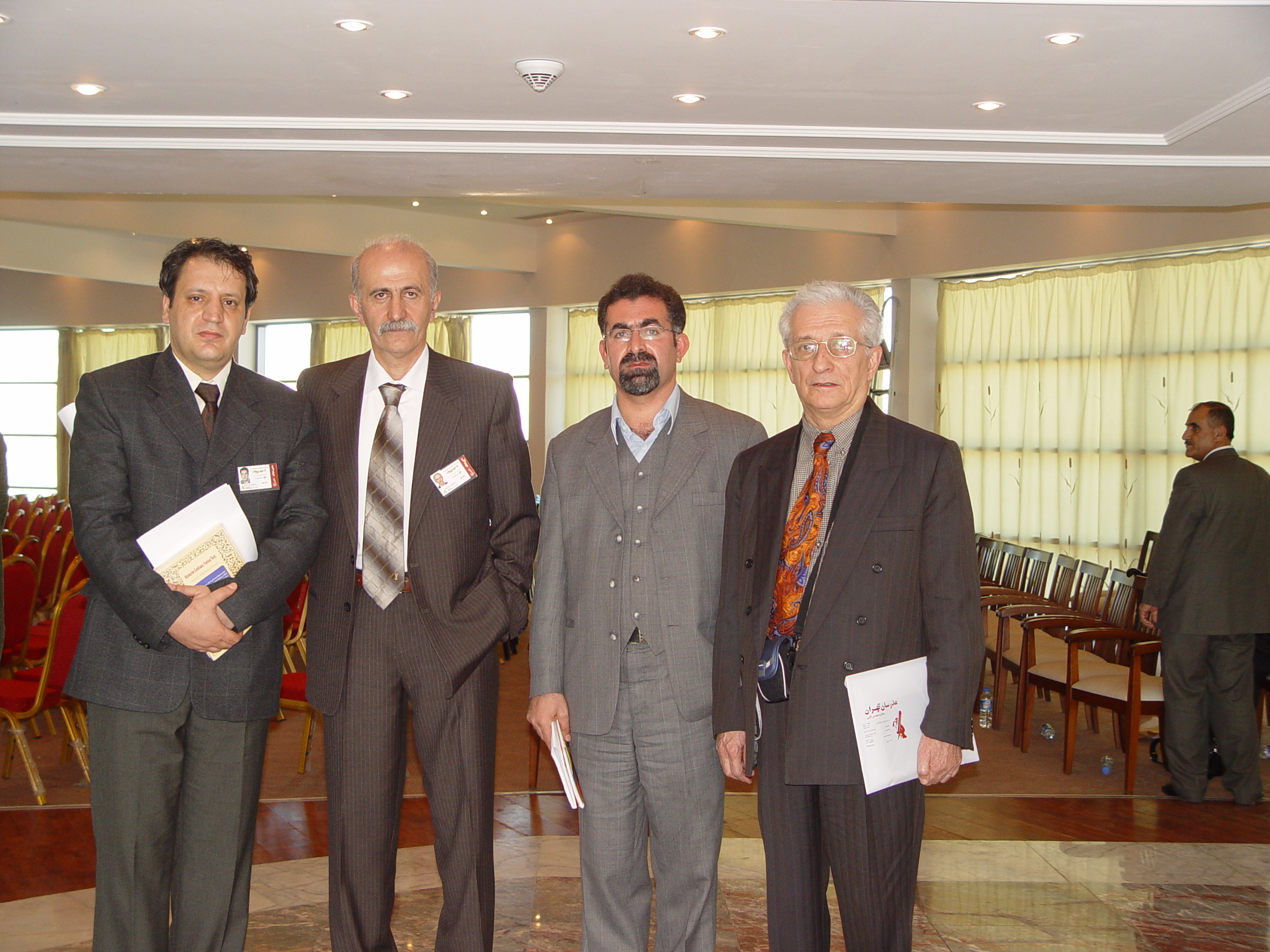
همایش بزرگداشت دویستمین سال تولد مستوره اردلان در سال 2005 اربیل از راست: منصور اردلان، استاد ایوب گازرانی، دکتر اسعد اردلان، جمال احمدی‌آئین

ماه‌شرف خانم مشهور به مستوره اردلان ، (زادهٔ ۱۱۸۴ در سنندج – درگذشتهٔ 9 دسامبر 1847 و 18 آذر 1226 شمسی و 1 محرم 1264 قمری در سلیمانیه) در زمره نخستین زنان تاریخ‌نگار ایران و جهان، شاعر و نویسنده کرد ایرانی بود.
مستوره در شهر سنندج در غرب ایران چشم به جهان گشود. زبان‌های کردی، فارسی و عربی را نزد پدرش و ابوالحسن بیگ  و جدش محمدآقای ناظر از طایفه قادری آموخت. همسرش خسروخان اردلان والی امارت اردلان بود و با مرگ وی امارت اردلان دچار دخالت‌های قاجار شد. با هجوم قاجار به امارت اردلان در سده ۱۹، مستوره همراه با خانواده‌اش به امارت بابان در سلیمانیه به اجبار به خاطر امنیت جانی کوچ کردند. و در همانجا درگذشت.
دویستمین سالگرد وی در اربیل در طی جشنواره‌ای به یاد وی برگزار شد. علاوه بر نوشته‌های تاریخی و مذهبی‌اش، از وی شعرهایی به کردی و فارسی به جا مانده‌است.

## پیشینه
ابوالحسن بیگ پدر ماه شرف خانم از سوی پدر از خوانین درگزین همدان بود که جد بزرگ آنان قادر نام زمان شاه سلطان حسین صفوی (۱۷۲۲–۱۶۹۳ / ۱۱۳۵–۱۱۰۵) از همدان به سنندج مهاجرت کرده‌است. میرزا عبدالله رونق این مهاجرت را در سال ۱۱۲۰ هـ. ق مطابق ۱۷۰۸ میلادی نوشته‌است، بخش دیگری از درگزینی‌ها به سلیمانیه عراق کوچ کردند و امروز محلهٔ درگزین به نام آنان است.
حاج رجبعلی کلانتر جد بزرگ مستوره در زمان احمد خان فرزند سبحان وردی خان مصادف با حکومت نادر شاه (۱۷۴۳–۱۷۴۰ / ۱۱۵۶–۱۱۵۳) مرد با نفوذی در دستگاه حکومت اردلان‌ها بوده‌است. محمد آقای ناظر کردستانی پدربزرگ مستوره یکی از شخصیت‌های بلند مقام بود که پنجاه سال هم‌عصر با چند تن از والیان مسئولیت آرامش داخلی و مرزهای کردستان و دخل و خرج و اداره ولایت را بر عهده داشته و در تمام جنگ‌ها به همراه خسروخان بزرگ اردلان به جنگ و پیکار مشغول بوده‌است.

## زندگی
ماه‌شرف خانم در سال ۱۲۲۶ قمری (برابر با ۱۱۸۴ خورشیدی و ۱۸۰۵ میلادی)، زمان حکومت امان‌الله خان والی اردلان در خانوادهٔ اهل فرهنگ قادری در سنندج به دنیا آمد و به تحصیل و تربیتش همت گماشتند و بر خلاف سنت دیرین و جاری زمان، او را هم‌سطح با مردان به آموختن علوم متداول زمان تشویق و ترغیب نمودند. دیری نگذشت که این ماه‌شرف در ردیف ادیبات و سخن‌سنجان قرار گرفت. مستوره با ذوق و قریحهٔ شعریش توانست با سرودن قصائد نغز و غزلیات آبدار با شاعران نامدار زمان خود مقابله کند و در تاریخ‌نویسی پابه‌پای مورخین جلوه نماید. میرزا علی‌اکبر منشی دیوان غزلیات مستوره کردستانی را بیست‌هزار بیت دانسته‌است. میرزا علی‌اکبر وقایع‌نگار در شرح حال او می‌نویسد: سزاوار است نام مستوره به خاطر فضل و کمال و خط و ربط و شعر و تاریخ‌نگاری‌اش در ردیف زنان برجسته و مورخین نامدار قرار گیرد.  میرزا علی‌اکبر منشی در این باره می‌نویسد: «مستوره چون شأن و شایستگی خود را برابر با مردان روزگار می‌دانست از این مواصلت و مزاوجت امتناع داشت تا این که خسروخان پدر و جد او را همراه چند تن از بستگان به زندان انداخت و ابوالحسن بیگ را مجبور به پرداخت جریمهٔ سی‌هزار تومان نمود و شرط استخلاص آنان را منوط به عقد مستوره نمود. مستوره به ناچار بدین مزاوجت تن درداد ولی روح و جسمش نزد خانزاده کلهر قاسم خان بود و جز تسلیم در مقابل استخلاص پدر و جدش راه دیگری نداشت در حالی که خسروخان پیش‌تر با حسن جهان خانم بیست‌ویکمین دختر فتحعلی شاه قاجار ازدواج کرده بود و از او سه پسر به نام‌های رضاقلی خان، امان‌الله خان و احمد خان و سه دختر به نام‌های خانم‌خانم‌ها که زن اردشیر میرزا، برادر محمد شاه قاجار بود و دیگری عادله‌خانم همسر حسین خان، والی شیراز و سومی آغه‌خانم داشت.» حسن‌جهان خانم زنی بود ادیب و شاعر و سیاست‌مدار و صاحب قدرت و مسلط بر زندگی خسروخان بود. مستوره بیشتر اوقات خود را به مطالعه و سرودن شعر و نوشتن تاریخ می‌گذرانید و چون خسرو خان نیز شاعر بود بیشتر او را بدین کار تشویق می‌نمود، رفته‌رفته مستوره به خسروخان علاقه‌مند شد. ماه‌شرف در میان شاعران فارسی‌زبان با یغمای جندقی ارتباط شعری داشت و با سید عبدالرحیم مولوی که از بزرگان مکتب شعر گورانی است آشنا بود زیرا هر وقت سید عبدالرحیم مولوی به دیدار دوستانش غلامشاه خان اردلان و رضاقلی خان اردلان به سنندج می‌آمد با مستوره نیز ملاقات می‌کرد و او را تشویق می‌نمود که شعر کردی گورانی بگوید. اشعار مستوره به علت پختگی و استحکام و زیبایی در کردستان بابان دست‌به‌دست می‌شد، نالی شاعر معروف کرد سورانی‌سرا در اشعارش ضمن ستایش مستوره با گوشه و کنایه و طنز می‌خواست از حرمت او بکاهد اما برخلاف میلش موجب اشتهار و معروفیت مستوره در شعر و ادب گردید.
برخی بر این عقیده‌اند که برخی از شعرای سورانی‌سرا این دلیل که مستوره شعر کردی نمی‌گفت ناراحت بودند و غزلی را سروده به او نسبت دادند به این مطلع:
| گرفتارم به نازی چاوه‌کانی مه‌ستی فه‌تتانت |  | بریندارم به زه‌خمی سینه‌سوزی تیری موژگانت |

در منطقهٔ کردستان اردلان تا آن تاریخ و بعدها سرودن شعر کردی سورانی مرسوم نبود.
البته برخی آن غزل را از مستوره می‌دانند و آن را نمادی برای درهم‌شکستن آداب و رسوم مردسالاری آن زمان می‌دانند.
به باور منتقدان با سفارش‌هایی پیاپیِ سید عبدالرحیم مولوی به مستوره برای سرودن اشعار کردی، بعید به نظر می‌رسد که مستوره از قول و گفته او سرپیچی نموده و شعر کردی گورانی نسروده باشد. به باور این منتقدان بعید نیست که هنوز اشعار کردی‌ای از مستوره در زوایای منازل یا بیاض‌ها و جُنگ‌ها و اوراق پراکندهٔ قدیمی موجود باشد.
دوران خوشبختی و آرامش روحی — و به قول مستوره، روزگار اعتبارش — چندان طولانی نبود، زیرا خسرو خان اردلان در سال ۱۲۵۰ هـ. ق به بیماری کبدی دچار شد و دو ماه بعد در بیست‌ونه‌سالگی درگذشت. مرگ همسر و داغ ازدست‌دادن برادر جوان ناکامش ابوالمحمد که در بیست و دو سالگی درگذشته بود، علاوه بر سلب نشاط و شادابی جوانی از مستوره، ضربات روحی زیادی که دو ماه پرستاری و شب‌زنده‌داری از همسرش تحمل کرده بود، او را به انزوا و عزلت و مطالعهٔ کتب دینی و تألیف کتاب عقاید کشانید.
مستوره سالیانی را به تنهایی در میان خانوادهٔ جانشینان خسروخان گذرانید. میرزا عبدالله رونق در شرح حال وی می‌نویسد: «در سنهٔ ۱۲۶۳ به علت فَترت ولایت، با خویش و عشیرت که یکی از آن‌ها حقیر بود جلای وطن اختیار و در ملک بابان و خاک روم سکونت قرار داده و بار سفر آخرت را در آن مقام گشاده‌دست اجل گریبان حالش را گرفته به سوی گلشن جنان کشید و در جوار زهرا آرمید.» در یک تذکره شعرای کردی چاپ عراق آمده: «جنازهٔ مستوره را از سلیمانیه به نجف انتقال دادند». ممکن است کلمه‌ای از نوشتهٔ میرزا عبدالله رونق در این‌جا ترک و از قلم افتاده باشد و منظور آن باشد: «در جوار زوج زهرا آرمید.»
مهدی بیانی به نقل از مجمع‌الفصحا او را از خوش‌نویسان خط نستعلیق دانسته‌است.

## آثار
مستوره اردلان چندین کتاب شعر نوشت. تاریخ اردلان او به عنوان یکی از متون شیوای فارسی شناخته شده‌است. اشعار پراکنده‌ای نیز به گویش گورانی زبان کردی از او بجا مانده‌است.
آثار مستوره عبارت‌اند از:
- دیوان اشعار[۶] که به فارسی سروده شده و در حدود دو هزار بیت است و سه بار به چاپ رسیده‌است. چاپِ اولش در سال ۱۳۰۴ خورشیدی به همت حاج شیخ یحیی معرفت «اعتضاد الاسلام» و اسدالله خان کردستانی در تهران انجام گرفته‌است. چاپِ دوم به کوشش احمد کرمی در «نشریات ما» در سال ۱۳۶۳ در تهران. چاپ سوم به وسیله آقای صدیق صفی‌زاده بوره که یی که بیست غزل کردی سورانی را به نام مستوره در پایان اشعار فارسی بدان افزوده که جز یک غزل منسوب یادشده بقیهٔ اشعار برای مردم کردستان ناآشنا و فاقد اعتبار علمی و تحقیقی است. محمد علی قره داغی در سال ۱۳۸۹ تعدادی از اشعار مستوره را از بیاض‌ها و نسخِ خطی جمع‌آوری کرده و با نام دیوان مستوره انتشار داده‌است.[۷] این کتاب مشتمل بر دو غزل سورانی، ده مثنوی بلند هورامی و دو دوبیتی فارسی است.
- تاریخ اردلان:[۸] این کتاب معروفیت و ارزش علمی و اجتماعی مستوره را دو چندان نموده زیرا تا اواخر قرن نوزدهم میلادی در تمام خاورمیانه در عرصهٔ تاریخ‌نویسی خصوصاً کردشناسی در میان زنان جز مستوره کسی به این کار نپرداخته‌است، این اثر ارزشمند در سال ۱۹۴۷ میلادی مطابق ۱۳۲۶ شمسی به وسیله مرحوم ناصر آزادپور در سنندج به چاپ رسید.
- عقاید مستوره: این کتاب که رسالهٔ کوچکی از عقاید مستوره در مذهب اهل سنت شافعی است بر ارزش شخصی و عقاید دینی وی می‌افزاید و به جرات می‌توان گفت در میان زنان تا این زمان کسی به چنین تألیفی نپرداخته‌است.

در زمستان ۸۵ در اربیل عراق کنگره بزرگداشت مستوره اردلان برگزار شد و در آنجا ده کتاب منتشر شد. کتاب زندگی مستوره (برگهایی از تاریخ سر به مُهر) نوشته جمال احمدی آئین و ترجمه کردی آن از عدنان برزنجی و کتاب شرعیات مستوره با تصحیح جمال احمدی آئین و مقدمه نوید نقشبندی و ترجمه کردی آن از نوید نقشبندی از این کتاب‌ها بود.